# Marija iz Betanije
Sveta Marija iz Betanije (judeo-aramejski מרים Maryām) je biblijska osoba i svetica opisana u Evanđeljima po Luki i Ivanu. Zajedno s bratom Lazarom i Martom stanovala je u selu Betaniji kraj Jeruzalema. Bila je svjedokom Isusova uskrsnuća njezina umrla brata.

## Isus u kući Marte i Marije
U Evanđelju po Luki (Lk 10, 38-42) spominje se da je Isus, dok je propovijedao u Galileji, boravio u kući Marte i Marije. Marta se posvetila sređivanju kuće i pripremi večere; Marija, s druge strane, „sjede do nogu Gospodinovih i slušaše riječ njegovu.” (Lk, 10,39). Marta je, vidjevši to, rekla: „Gospodine, zar ne mariš što me sestra samu ostavila posluživati? Reci joj dakle da mi pomogne.” (Lk 10,40). Odgovori joj Gospodin: „Marta, Marta! Brineš se i uznemiruješ za mnogo, a jedno je potrebno. Marija je uistinu izabrala bolji dio, koji joj se neće oduzeti.” (Lk 10,42) To se često tumači kao veća važnost duhovnih vrijednosti nad materijalnim poslovima, poput pripreme hrane. Isus time nikako nije želio zanijekati vrijednost svakodnevnih kućanskih poslova kojima se tolike žene bave, već je samo htio uspostaviti stanoviti poredak vrijednosti. Prije svega treba tražiti Kraljevstvo nebesko i pobrinuti se za potrebe duha.

## Uskrsnuće brata Lazara
U Evanđelju po Ivanu (Iv 11, 1-44) spominje se uskrsnuće Lazara, brata Marije i Marte iz Betanije. Isusu je javljeno, da je njegov dragi prijatelj bolestan, ali Isus ih nije posjetio prije nego što je Lazar umro. Po Njegovu dolasku, Marta mu je izašla u susret, dok je Marija ostala kod kuće. Isus je rekao Marti da će Lazar ponovno uskrsnuti. Pretpostavila je da misli na Sudnji dan, a zatim je pozvala Mariju. Izišla mu je u susret i kad ga je vidjela, bacila mu se pred noge i rekla: „Gospodine, da si bio ovdje, moj brat ne bi umro“ (Iv 11, 32).
Isus je, vidjevši tu molbu i suze nje, njezine sestre i svih prisutnih, zaplakao dirnut tolikim osjećajima i zatražio da ga odvedu u grob Lazara, kojega je uskrsnuo. Jasno je da Isus pokazuje ljubav koju osjeća prema ovoj obitelji i svoje prijateljstvo s njima.

## Marija Isusu pomazuje noge
Kasnije u Evanđelju, spominje se, da je Isus pozvan na večeru šest dana prije Pashe u Betaniji. Marija mu još jednom pokazuje svoju privrženost. Pomazala je Isusove noge dragocjenom nardovom pomasti i obrisala mu noge svojom kosom. Juda Iškariotski bunio se zašto nisu radije tu pomast prodali i podijelili siromasima, a zapravo je htio sebi ostaviti novce od prodaje pomasti. Isus je rekao neka pusti, jer mu je tim činom Marija pomazala noge unaprijed za dan Njegova ukopa, što je bio tadašnji običaj (Iv 12, 1-8).